# Acronicta cuspis
Acronicta cuspis (tên tiếng Anh: Large Dagger) là một loài bướm đêm thuộc họ Noctuidae. Loài này phân bố ở hầu hết châu Âu, miền bắc Châu Phi (Maroc), phần châu Âu thuộc Nga, Kavkaz, vùng Viễn Đông Nga (Primorye, miền nam Khabarovsk, miền nam]] vùng Amur), miền nam Xibia, Ngoại Kavkaz, Trung Á, Trung Quốc, Nhật Bản (Hokkaido, Honshu) và bán đảo Triều Tiên.
Sải cánh dài 37–41 mm.
Ấu trùng ăn nhiều loại thực vật, bao gồm Alder, Grey Alder, Rowan, Silver Birch và Downy Birch.

## Hình ảnh

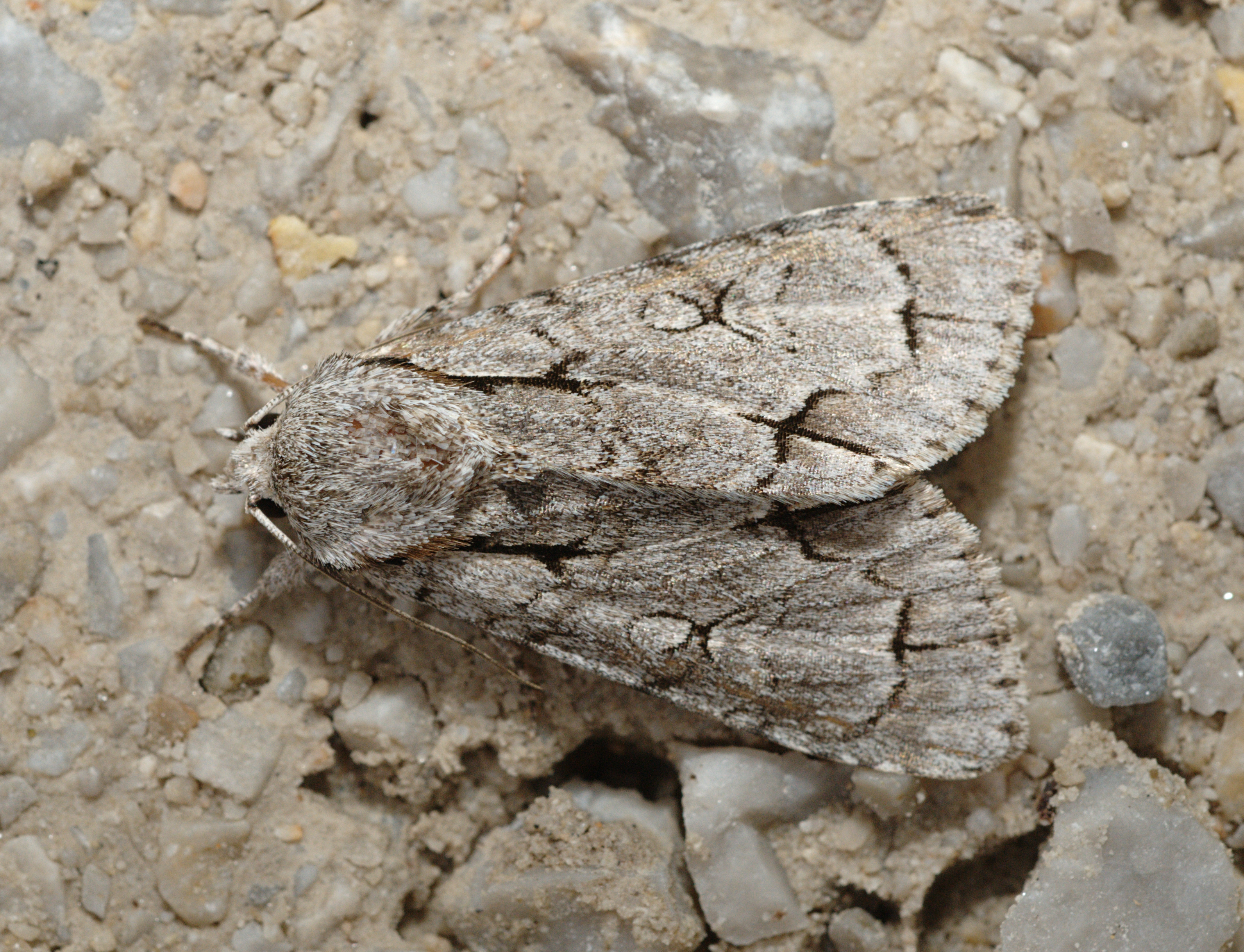
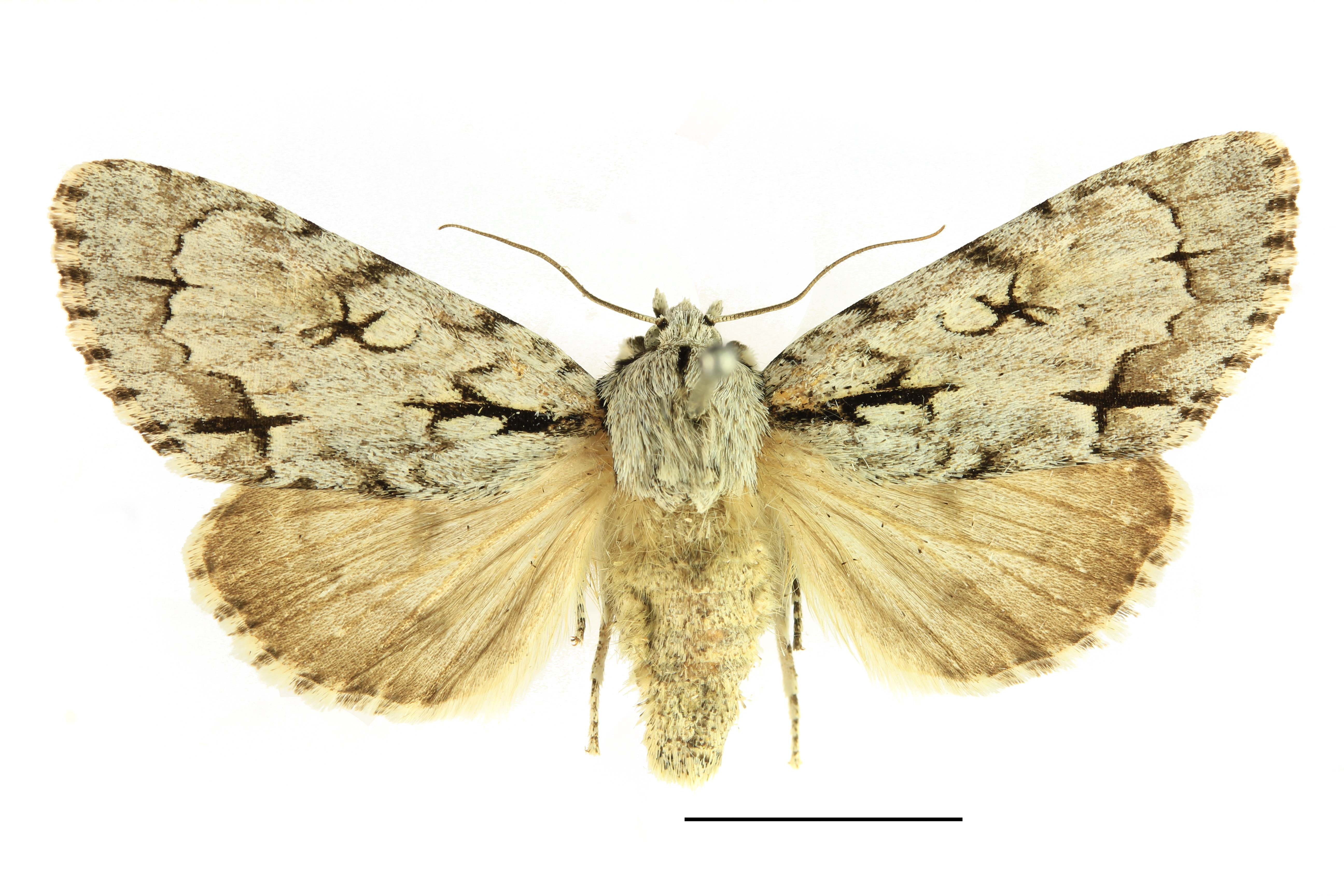
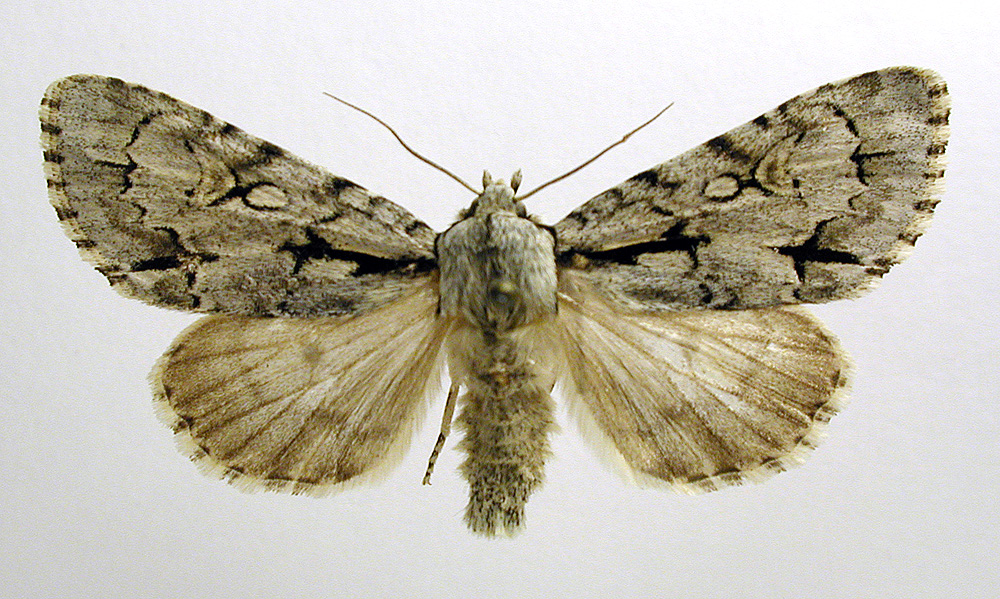